# Жорж Періналь
Жорж Періна́ль (фр. Georges Périnal; 1897, Париж, Франція — 25 квітня, 1965, Лондон, Велика Британія) — французький і британський кінооператор. Лауреат премії «Оскар» за найкращу операторську роботу у фільмі «Багдадський злодій» (1940).

## Біографія
У кіно Жорж Періналь почав працювати у 1913 році кіномеханіком в компанії «Пате». Як кінооператор дебютував у 1926 році. У Франції знімав фільми Жана Гремійона, Жоржа Лакомба, Луї Фейяда, Жана Кокто, Марселя Л'Ерб'є, Марка Аллегре та ін. Важливим етапом у творчості Періналя є його співпраця з режисером Рене Клером. Робота Періналя у фільмах Клера «Під дахами Парижа» (1930), «Мільйон» (1931), «Свободу нам!» (1932), «14 липня» (1933) характеризується чітким ритмом зображувальної побудови, багатими динамічними ефектами та тонкістю світло-тональних нюансів.
З 1933 року на запрошення Александра Корди працював переважно у Великій Британії. Зняв стрічки самого А. Корди «Приватне життя Генріха VIII» (1933), «Приватне життя Дон Жуана» (1934) та «Рембрандт» (1936); співпрацював також з Віктором Шестремом, Золтаном Кордою, Майклом Пауеллом та Емериком Прессбургером, Каролем Рідом, Отто Премінґером та іншими відомими кінорежисерами.
У 1941 році за операторську майстерність у фільмі «Багдадський злодій» (1940, реж. Майкл Павелл, Людвіг Бергер та Тім Вілан) Періналь був відзначений премією «Оскар».
У 1957 році Ж. Періналь зняв фільм «Король у Нью-Йорку», поставлений у США Чарлі Чапліним.
Жорж Періналь був членом Британського товариство кінооператорів (англ. British Society of Cinematographers, BSC).

## Фільмографія
- 1926 : Суддя / La justicière
- 1928 : Мальдона / Maldone
- 1928 : Нові пани / Les nouveaux messieurs
- 1928 : Вежа / La tour (к/м)
- 1929 : Ці жінки в зелених капелюхах / Ces dames aux chapeaux verts
- 1929 : Сторож маяка / Gardiens de phare
- 1929 : Під дахами Парижа / Sous les toits de Paris
- 1931 : Мільйон / Le million
- 1931 : Жан з Місяця / Jean de la Lune
- 1931 : Давид Голдер / David Golder
- 1931 : Аромат дами в чорному / Le parfum de la dame en noir
- 1931 : Свободу нам! / À nous la liberté
- 1932 : Кров Поета / Le sang d'un poète
- 1932 : Маленька шоколадниця / La petite chocolatière
- 1932 : Метиска Дайяна / Daïnah la métisse
- 1932 : Студентський готель / Hôtel des étudiants
- 1932 : 14 липня / Quatorze Juillet
- 1933 : Дама від Максима / La dame de chez Maxim's
- 1933 : Приватне життя Генріха VIII / The Private Life of Henry VIII
- 1933 : Втрачене життя / Une vie perdue
- 1934 : Підвищення Катерини Великої / The Rise of Catherine the Great
- 1934 : Приватне життя Дон Жуана / The Private Life of Don Juan
- 1935 : Сандерс з річки / Sanders of the River
- 1935 : Ніколи не покидай мене / Escape Me Never
- 1935 : Вигляд прийдешнього / Things to Come
- 1936 : Рембрандт / Rembrandt
- 1937 : Похмура подорож (/ Dark Journey
- 1937 : Під кардиналською мантією / Under the Red Robe
- 1937 : Донощик / The Squeaker
- 1937 : Я, Клавдій / I, Claudius
- 1938 : Барабан / The Drum
- 1938 : Змагання / The Challenge
- 1938 : В'язниця без барів / Prison Without Bars
- 1939 : Чотири пера / The Four Feathers
- 1940 : Багдадський злодій / The Thief of Bagdad
- 1941 : Старий Біл і син / Old Bill and Son
- 1941 : Небезпечне місячне світло / Dangerous Moonlight
- 1942 : Історія винищувача Спітфайєр / The First of the Few
- 1943 : Життя і смерть полковника Блімпа / The Life and Death of Colonel Blimp
- 1945 : Досконалі незнайомці / Perfect Strangers
- 1947 : Людина про дім/ A Man About the House
- 1947 : Ідеальний чоловік / An Ideal Husband
- 1948 : Повержений ідол / The Fallen Idol
- 1949 : Стайні Британії / Britannia Mews
- 1949 : Це небезпечний вік / That Dangerous Age
- 1950 : Моя донечка / My Daughter Joy
- 1950 : Жайворонок у бруді / The Mudlark
- 1950 : Містер Октавіо / El señorito Octavio
- 1951 : Немає шляху / No Highway
- 1951 : Будинок на площі / The House in the Square
- 1952 : Красуні в Багдаді / Babes in Bagdad
- 1955 : Людина, яка любила червоні тіла / The Man Who Loved Redheads
- 1955 : Три випадки вбивства / Three Cases of Murder
- 1955 : Жінка для Джо / The Woman for Joe
- 1955 : Коханець леді Чаттерлей / L'amant de lady Chatterley
- 1956 : Сонячний супутник / Satellite in the Sky
- 1956 : Програвший забирає усе / Loser Takes All
- 1957 : Свята Жанна / Saint Joan
- 1957 : Король у Нью-Йорку / A King in New York
- 1958 : Здрастуй, смуток / Bonjour tristesse
- 1958 : Хлопчик-мізинчик / Tom Thumb
- 1959 : Коханці з Терюеля / Luna de miel
- 1959 : Серйозні звинувачення / Serious Charge
- 1960 : Ще раз, з почуттям / Once More, with Feeling!
- 1960 : День, коли пограбували англійський банк / The Day They Robbed the Bank of England
- 1960 : Оскар Уайльд / Oscar Wilde

## Визнання
| Рік                                 | Категорія          | Номінант                                | Результат |
| ----------------------------------- | ------------------ | --------------------------------------- | --------- |
| Премія «Оскар»                      |                    |                                         |           |
| 1940                                | Найкращий оператор | Чотири пера                             | Номінація |
| 1941                                | Найкращий оператор | Багдадський злодій                      | Перемога  |
| Національний синдикат шоу (Іспанія) |                    |                                         |           |
| 1953                                | Найкращий оператор | Красуні в Багдаді та El duende de Jerez | Номінація |